# اسلحه‌خانه

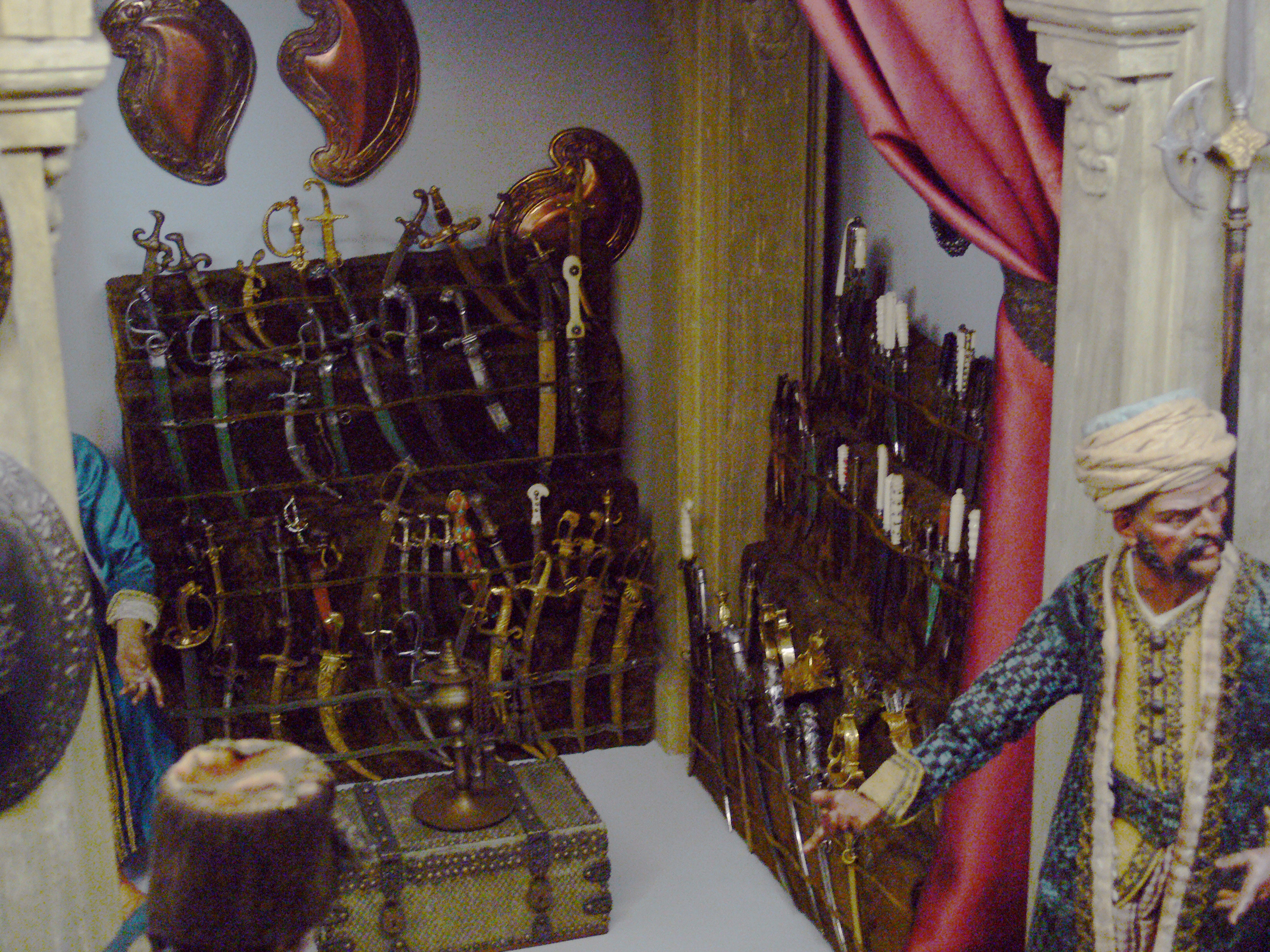
اسلحه‌خانه سه مغ، از ناپل، نیمه دوم سده هیجدهم. مجموعه صحنه‌های مربوط به زایش عیسی در موزه ملی باواریا، آلمان.

اسلحه‌خانه یا سلاح‌خانه، به محل انبار، نگهداری و گردآوری سلاح‌ها، ابزار، تجهیزات و مهمات جنگی گفته می‌شود. اسلحه و مهمات از اسلحه‌خانه به آوردگاه‌ها گسیل می‌شوند. اسلحه‌خانه می‌تواند ساختمانی ویژه برای خودش باشد یا پاره‌ای از یک ساختمان دیگر. در گذشته گاه به‌جای اسلحه‌خانه از واژهٔ جُبّه‌خانه بدین منظور استفاده می‌شده‌است. جُبّه، وام‌واژه‌ای عربی است - در اینجا - به معنی زره و سرنیزه (یا بخشی از سرنیزه)؛ عامه آن را «جُباخانه» یا «جیبه‌خانه» هم می‌گفتند.
در اسلحه‌خانه‌ها علاوه بر مسئلهٔ امنیت و دست‌برد، یکی از مسائلی که بسیار بدان توجه می‌شود جلوگیری از هرگونه فعال، مسلح یا انگیخته شدن تجهیزات و مهمات است تا از هرگونه واقعهٔ ناگوار مانند انفجار و … پرهیز گردد؛ از این‌رو امروزه سلاحها به‌ط‌ور کاملاً جداگانه و در قفل و بستی مجزا از مهمّات اندوخته می‌شوند و از سامانهٔ هشداردهی و اعلام خطر توانمندی هم برخوردار می‌باشند.

## واژه‌گزینی
گرچه گاه در زبان فارسی علاوه بر اسلحه‌خانه، سلاح‌خانه و جُبّه‌خانه، «قورخانه» و «زرادخانه» هم به محل نگهداری اسلحه و مهمات گفته می‌شد ولی در دوران معاصر، بیشتر، این دو واژه (به‌ویژه زرادخانه) به‌جایی گفته می‌شود که علاوه بر محل نگهداری و انبار اسلحه، مهمات و تجهیزات نظامی، محل ساختن و تعمیر آنها هم باشد. البته هم‌پوشانی‌های معنایی از این دست خاص زبان فارسی نیست و برای مثال در زبان انگلیسی هم، با مراجعه به واژه‌نامه‌های معتبر، بین واژه‌های arsenal و ‎(armoury) armory چنین وضعیتی دیده می‌شود.